# Скіфський пантеон та міфічні персонажі

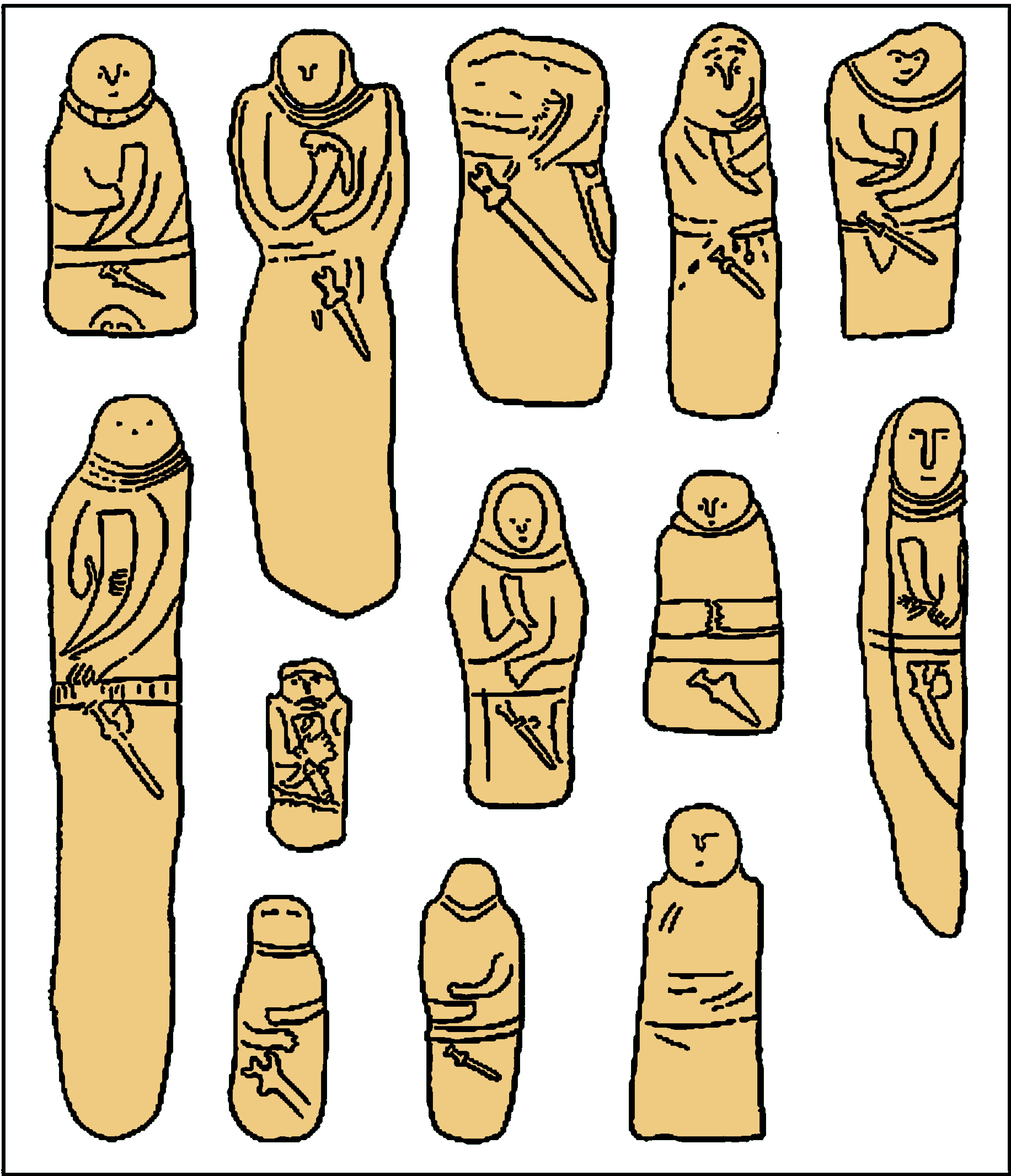
Колекція малюнків скитських стел VI—V століть до н.е.

Скіфський пантеон та міфічні персонажі — реєстр імен скіфо-сколотських міфічних героїв та імен скіфських богів, які відомі нам з різних джерел доби античності. Деякі з богів названі грецькими іменами, без згадки власне скіфських.
| «Наші відомості про релігію причорноморських скіфів дуже мізерні та ґрунтуються головним чином на відомому короткому повідомленні Геродота (IV, 59)… Геродот інтерпретує скіфський пантеон на свій, грецький, лад; ототожнюючи скіфських богів з грецькими. Ці ототожнення можуть мати, зрозуміло, лише наближене значення, оскільки повної типологічної тотожності між грецькою та скіфської релігією не могло бути. Але для уявлення загальної «структури» скіфського пантеону свідчення Геродота можна вважати цілком надійними. Перш за все звертає на себе увагу кількість скіфських божеств. Якщо не рахувати Посейдона, який шанувався не всіма скіфами, а тільки частиною, то скіфських божеств виявляється сім, причому Геродот підкреслює, що скіфи шанували тільки цих сім. Чи випадкова ця цифра? Мабуть, не випадкова. Культ семи богів засвідчений у … алан. Анонімний автор Періпла Понта Евксинського (V ст. н. е.) Повідомляє, що місто Феодосія в Криму «називається аланською або таврською мовою Ардавда (грец. Αρδάβδα), що означає Семібожій (грец. επτάθεος). Всупереч висловловленним сумнівам, немає жодних підстав вбачати будь-яку неточність у свідоцтві аноніма як в передачі аланскої назви Феодосії, так й в тлумаченні цієї назви як «(місто) семи богів».»[1] |
Не виключаючи в цілому концепції «семибожності» скіфського пантеону, слід зауважити, що навряд чи він відповідав тому переліку, який наведено Геродотом. Принаймні, наразі відомо ще декілька теонімів, які могли бути як іменами богів чи богинь з геродотового переліку, так й іменами інших представниць чи представників пантеону скіфів європейських.
«Співвідношення скіфських богів з грецькими, найімовірніше, належало власне Геродоту, й зробив він це при обробці своєї праці, розрахованої на грецьку публіку.» Щодо джерел інформації, заслуговує на увагу загальний перелік скіфських богів (IV, 59), — прямий аналог традиційної шлюбної загальної молитви осетин, у якій перелік духів подається у тому ж порядку, що й скіфські боги у Геродота: дух домашнього вогнища (ос. Сафа — скіф. Табіті), дух охоронець громади та родини (ос. Тихост / Тухваст — скіф. Папай), інші духи.
Нижче наведено реєстр теонімів та імен міфологічних персонажів, відомих з різних античних джерел.
- Апі (грец. Ἀπί) — за Геродотом скіфська Гея (Історія, IV, 59).
- Аргімпаса (грец. Ἀργίμπασα) — за Геродотом скіфська Афродіта (Історія, IV, 59).
- Скіфський Арес (грец. )
- Арпоксай (грец. Ἀρποξάιος) — за Геродотом син Таргітая, пращур катіарів та траспіїв (Історія, IV, 5-6).
- Гойтосір (грец. Γοιτόσυρος) — за Геродотом скіфський Аполон (Історія, IV, 59).
- Дітагойя (грец. Διθαγοια) — теонім, відомий лише за посвятою доньки Скілура Сенамотіс за боспорського царя Перісада V.
- Колаксай (грец. Κολάξάιος) — за Геродотом син Таргітая, пращур паралатів (Історія, IV, 5-6).
- Ліпоксай (грец. Λιποξάιος) — за Геродотом син Таргітая, пращур авхатів (Історія, IV, 5-6).
- Нап (грец. Νάπας) — за Діодором (Bibliotheca Historica, ІІ, XLIII) один з двох синів першопращура Скіфа, онук Зевса та змієдіви.
- Пал (грец. Πάλους) — за Діодором (Bibliotheca Historica, ІІ, XLIII) один з двох синів першопращура Скіфа, онук Зевса та змієдіви.
- Папай (грец. Παπαῖος) — за Геродотом скіфський Зевс (Історія, IV, 59), пращур та володар всіх скіфів (Історія, IV, 127).
- Скіф (грец. Σκύθας) — за Діодором (Bibliotheca Historica, ІІ, XLIII) син народженої землею змієдіви та Зевса, батько Пала та Напа, першопращур усіх скіфів.
- Табіті (грец. Ταβιτί) — одна з головних богинь скіфського пантеону, скіфська Гестія (грец. σκυθιστὶ Ἱστίη), «цариця скіфів» (грец. Ἱστίην τὴν Σκυθέων βασίλειαν), відома з «Мельпомени» Геродота (IV, 59; 127).
- Тагімасад (грец. Θαγιμασάδας) — за Геродотом скіфський Посейдон, якого вшановували скіфи-царські (Історія, IV, 59).
- Тарга (грец. Ταργα) — теонім, відомий з низки графіті, знайдених на залишках святилища в урочищі Джангуль на півострові Тарханкут, яке датоване II ст. до н. е.[7]
- Таргітай (грец. Ταργιτάος) — за Геродотом першолюдина, пращур усіх скіфів, син Папая та німфи р. Борисфен, батько Арпоксая, Ліпоксая та Колаксая (Історія, IV, 59).

## Додатково
- Релігія скіфів // Українська Релігієзнавча Енциклопедія
- Скіфи та їх релігійні уявлення // Стаття